# James Van Der Beek
James David Van Der Beek (sinh ngày 8 tháng 3 năm 1977) là một diễn viên người Mỹ. Anh được biết đến nhiều qua vai Dawson Leery trong loạt phim Dawson's Creek.

## Danh sách phim

### Điện ảnh
| Năm  | Tên                            | Vai                                | Ghi chú                   |
| ---- | ------------------------------ | ---------------------------------- | ------------------------- |
| 1995 | Angus                          | Rick Sandford                      |                           |
| 1996 | I Love You, I Love You Not     | Tony                               |                           |
| 1998 | Harvest                        | James Peterson                     |                           |
| 1999 | Varsity Blues                  | Jonathon "Mox" Moxon               |                           |
| 2000 | Scary Movie                    | Dawson Leery                       | Không được ghi danh       |
| 2001 | Texas Rangers                  | Lincoln Rogers Dunnison            |                           |
| 2001 | Jay and Silent Bob Strike Back | (Chính mình)                       |                           |
| 2002 | The Rules of Attraction        | Sean Bateman                       |                           |
| 2003 | Castle in the Sky              | Pazu                               | Lồng tiếng Anh, năm 1998  |
| 2005 | Standing Still                 | Simon                              |                           |
| 2006 | The Plague                     | Tom Russell                        |                           |
| 2007 | Eye of the Beast               | Dan Leland                         |                           |
| 2007 | Final Draft                    | Paul Twist                         |                           |
| 2009 | Taken in Broad Daylight        | Anthony Steven "Tony Zappa" Wright |                           |
| 2009 | Formosa Betrayed               | Jake Kelly                         |                           |
| 2009 | Stolen                         | Diploma/Roggiani                   |                           |
| 2009 | Mrs. Miracle                   | Seth Webster                       |                           |
| 2010 | The Big Bang                   | Adam Nova                          |                           |
| 2011 | Salem Falls                    | Jack St. Bride                     |                           |
| 2012 | Backwards                      | Geoff                              |                           |
| 2013 | The Magic Bracelet             | Joe                                | Phim ngắn                 |
| 2013 | Labor Day                      | Officer Treadwell                  |                           |
| 2015 | Power/Rangers                  | Rocky DeSantos/Red Ranger          | Phim ngắn, kiêm biên kịch |
| 2017 | Downsizing                     | Anesthesiologist                   |                           |